# Giovanni Battista Coletti
Giovanni Battista Coletti (Treviso, 1948. december 8. –) olimpiai és világbajnoki ezüstérmes olasz vívó.

## Sportpályafutása
Tőr és párbajtőr fegyvernemekben egyaránt versenyzett, de nemzetközileg is jelentős eredményeit tőrvívásban érte el.